# 交野節
交野節（かたのぶし）は、大阪府下にて、歌われている河内音頭の元節。江戸時代中期 - 後期にかけて、河内国交野郡（現在の大阪府交野市全域、枚方市の大部分及び寝屋川市の一部）において起こった。

## 概要
右田伊佐雄によれば、昭和に流行した鉄砲光三郎による鉄砲節は、交野節→歌亀節→初音節→鉄砲節と変遷したとされており、右田は交野節を「鉄砲節のヒイジイサン」と表現している。また、右田は交野節が河内地方に伝わる各地域の伝承音頭を「食いつぶした」と表現しており、土地ごとの節の存在が薄れてしまうほど、交野節が村から村へと伝わったことを示唆している。
加えて、右田によると、交野節は天保11年に「河内音頭」と名乗ったが、その後、中河内や南河内の他の盆踊歌が「河内音頭」を自称し始め、それらと区別するために、交野節と呼ばれるに至った。
また、村井市郎によれば、交野節の定義は「原則として定型詩：七七○七五サ七五△の旋律の反復」とされている。同氏によると、交野節の発祥地である、交野市・枚方市において、尊延寺や星田といった集落単位での節と踊りの多様性があったことが明らかにされており、その中でも、枚方市尊延寺地区に伝わる交野節が、その素朴さ故に最古の節であることが示されている。一方で、尊延寺地区の節として紹介されている交野節の譜面は、星田地区の譜面であるという、錯誤が生じていた。
村井とも親交があり、尊延寺地区で活動していた美谷川菊若は2004年に交野節の保存が評価され、 「第8回 なにわ伝統芸能等功労知事表彰」を受けた。美谷川菊若の死後、2017年1月に同地域において、生前の美谷川菊若と親交の深かった有志により、交野ヶ原 交野節・おどり保存会が発足する。
その後、交野ヶ原 交野節・おどり保存会が、村井が最古と示していた尊延寺地区の譜面を同会の冊子に記載したことにより、村井が残した錯誤が整理される形となった。
2018年には、全日本民踊指導者連盟課題曲として、テイチクレコードより、「交野節ー石川五右衛門」が収録・販売された。この楽曲のネタと節は尊延寺地区のものであるが、踊りは星田地区に伝わるものを合わせる。また、美谷川菊若が保存していた尊延寺地区の交野節は、太鼓とお囃子のみであるが、今回のアレンジではオーケストラをバックに歌われている。
2021年には、交野ヶ原交野節が一般財団法人関西観光本部の運営する「The KANSAI Guide」において、コラム及び動画で紹介された。
2022年には、枚方市のふるさと納税返礼品として初の交野節オリジナル音頭が製作された。注文者の岡田悠は自身が主催するポッドキャスト「旅のラジオ」をテーマにオリジナル音頭を依頼し、その出来栄えを番組内で披露した。音頭は反響を呼び、岡田は自身がライターを務めるデイリーポータルZの記事としても取り上げた。

## 地域ごとの多様性
交野ヶ原 交野節・おどり保存会によれば、交野市・枚方市だけでも踊りや節などが集落ごとに存在しているという。

## 大阪府無形民俗文化財への指定
2023年３月13日付で大阪府の無形民俗文化財【記録選択】として指定された。
指定調書では「江州音頭やほかの音頭が大阪府内で普及する以前の音頭の様式を今に伝える大阪府下に残る数少ない伝承音頭」とされており、「大阪府下に伝承される盆踊り歌の変遷や特徴を理解する上で貴重であるため、記録作成の措置を講ずるもの」と評価されている。